# Barrio de San Martín
Barrio de San Martín är en ort i Mexiko, tillhörande kommunen Tultepec i delstaten Mexiko. Barrio de San Martín ligger i den centrala delen av landet och tillhör Mexico Citys storstadsområde. Orten hade 244 invånare vid folkräkningen 2010.